# Mor Karbasi
Mor Karbasi (hebreu: מור קרבסי‎) (Jerusalem, 23 d'abril de 1986) cantautora israeliana en judeocastellà establerta a Londres amb la seva parella. De mare d'origen marroquí nascuda a Natzaret —Shoshana Karbasi— i pare d'origen persa, en la música que compon mescla aquestes influències amb música europea i llatinoamericana. A més ha arreglat diversos temes de música andalusa a l'hebreu.

## Discografia
- Hija de la Primavera (2011)
- The Beauty and the Sea (2008)